# Prigionieri di un incubo
Prigionieri di un incubo è un film italiano del 2001 diretto da Franco Salvia.

## Trama
Valerio invita il suo gruppo di amici a soggiornare per un periodo di relax in un residence che appartiene a sua zia Ursula. Il suo intento in realtà è quello di conquistare la bella Silvana, fidanzata del suo ex migliore amico Federico. Durante il soggiorno, i giovani vengono coinvolti in una spirale di inquietanti episodi e misteriosi delitti: mano a mano, infatti, i ragazzi cominciano a sparire in circostanze misteriose e in presenza di una figura sinistra vestita di nero con indosso una maschera bianca per nascondere la propria identità. Ad allargare l'alone di mistero che circonda il residence Miramare sono un giardiniere e un portiere sospetto, gli incontri al buio di Ursula con un losco figuro che fuma il sigaro, dei delitti avvenuti cinquant'anni prima nello stesso albergo e le apparizioni del "fantasma" vestito di nero.

## Produzione
Il film è stato interamente girato nell'Hotel Castellinaria di Polignano a Mare. Il compositore italiano Gianni Mazza interpreta nel film il ruolo del portiere Rodolfo: il musicista è alla sua seconda esperienza di attore.